# John Boynton Priestley
John Boynton ”J.B.” Priestley, född 13 september 1894 i Bradford i West Yorkshire, död 14 augusti 1984 i Stratford-upon-Avon i Warwickshire, var en brittisk journalist, samhällsdebattör, författare, dramatiker och radiopratare.

## Biografi
Som 20-åring tog Priestley värvning i brittiska armén för att strida i första världskriget, men efter att ha sårats svårt i strid 1916 satsade han i stället på en karriär som journalist. Under resten av sitt liv skulle han vara en uttalad pacifist, något som senare skulle påverka hans skrivande. Han var även övertygad socialist, vilket också märks i hans texter, inte minst i hans pjäser. Priestley publicerade essäer i olika tidskrifter och verkade även som litterär kritiker i The Daily News. Under mellankrigstiden skulle han även göra sig känd som författare. 1929 kom det litterära genombrottet med romanen The Good Companions, som gjorde honom känd även utanför Storbritannien. 
Under andra världskriget var han en populär radiopratare och ska ha haft så mycket som 16 miljoner lyssnare; endast premiärminister Winston Churchill hade fler. Men efter ett par år stoppades sändningarna eftersom Churchill ansåg att Priestley var för vänsterorienterad och kritisk mot kriget.
Under efterkrigstiden visade han öppet sitt stöd för Sovjetunionen i den allt bittrare politiska kampen mellan öst- och västblocken, men fördömde såväl Koreakriget och Vietnamkriget som den allt större produktionen av kärnvapen. Han var bland annat med och grundade Campaign for Nuclear Disarmament (CND) 1958.
Priestley erbjöds att bli adlad flera gånger men tackade nej varje gång. På senare år tog han dock emot den prestigefyllda utmärkelsen Order of Merit. Han avled i sitt hem i Stratford-upon-Avon 1984, 89 år gammal.

## Verk (i urval)
- 1924 - Figures in modern literatur
- 1927 - The English novel
- 1928 - Benighted (Överraskade av natten, översättning Birgit Möller, Schildt, 1931)
- 1929 - The good companions (De goda kamraterna, översättning Anders Eje, Schildt, 1930)
- 1929 - English humour
- 1930 - Angel pavement (Ängelgränd 8, översättning Anders Eje, Schildt, 1931)
- 1932 - Faraway (Faraway, översättning Louis Renner, Bonnier, 1933)
- 1933 - Wonder hero (Den tappre och den sköna, översättning Louis Renner, Bonnier, 1935)
- 1934 - English journey
- 1942 - Blackout in Gretley (Mörklagt i Gretley, översättning Sonja Bergvall, Bonnier, 1943)
- 1943 - Daylight on Saturday (Dagsljus först på lördag, översättning Sonja Bergvall, Bonnier, 1944)
- 1945 - Three men in new suits (Tre män i nya kostymer, översättning Nils Holmberg, Bonnier, 1946)
- 1946 - Bright day (Ljusan dag, översättning Nils Holmberg, Bonnier, 1947)
- 1946 - An inspector Calls (pjäs)
- ? - Ever since paradise (Allt sedan paradiset: resonemangspjäs, huvudsakligen om kärleken och äktenskapet... i tre akter, otryckt översättning av Barbro Alving för Helsingborgs stadsteater 1948)
- ? - Jenny Villiers: a story of the theatre (Jenny Villiers: en teaterhistoria, översättning Gösta Olzon, Bonnier, 1949)
- 1954 - The magicians (Trollkarlarna, översättning Gemma Snellman, Norstedt, 1955)
- 1960 - Literature and Western man (Västerlandets litteratur, översättning Hadar Högberg, Forum, 1963)
- 1961 - Saturn over the water (Saturnus över vattnet: en skildring av konstnären Tim Bedfords äventyr i London, Sydamerika och Australien, översättning Magnus K:son Lindberg, Norstedt, 1963)
- ? - Charles Dickens: a pictorial biography (Charles Dickens - en bildbiografi, översättning Roland Adlerberth, Natur och kultur, 1962)
- 1962 - The shapes of sleep (Sömnens skepnader, översättning Magnus K:son Lindberg, Norstedt, 1964)
- 1965 - Lost empires (Glädjens imperium: Richard Herncastles skildring av sin tid på varietéscenen november 1913-augusti 1914 jämte en prolog och epilog, översättning Magnus K:son Lindberg, Norstedt, 1967). Ny uppl. Alba, 1987, med titeln Kärlek och trolleri
- ? - Man and time (pjäs) (Människan och tiden, översättning Karin Stolpe, Forum, 1967)
- 2008 - The Frontline letters